# Harrisburg
Harrisburg ou Harrisburgo é a capital do estado norte-americano da Pensilvânia e sede do condado de Dauphin. Foi incorporada em 1791. É banhada pelo rio Susquehanna.

## Geografia
De acordo com o United States Census Bureau, a cidade tem uma área de 30,7 km², dos quais 21 km² estão cobertos por terra e 9,7 km² por água.

## Demografia
Segundo o censo nacional de 2010, a sua população é de 49 528 habitantes e sua densidade populacional é de 1 611,7 hab/km². É a 15ª cidade mais populosa da Pensilvânia. Possui 24 269 residências que resulta em uma densidade de 1 152,6 residências/km².

## Marcos históricos
A relação a seguir lista as 35 entradas do Registro Nacional de Lugares Históricos em Harrisburg. O primeiro marco foi designado em 5 de junho de 1972 e o mais recente em 1 de agosto de 2014. Aqueles marcados com ‡ também são um Marco Histórico Nacional.
- Archibald McAllister House
- Broad Street Market
- Camp Curtin Fire Station
- Camp Curtin Memorial Methodist Episcopal Church
- Colonial Theatre
- Dauphin County Courthouse
- Edifício do Capitólio Estadual da Pensilvânia‡
- German Evangelical Zion Lutheran Church
- Harrisburg 19th Street Armory
- Harrisburg Cemetery
- Harrisburg Central Railroad Station and Trainshed‡
- Harrisburg Historic District
- Harrisburg Military Post
- Harrisburg Polyclinic Hospital
- Harrisburg Technical High School
- John Harris Mansion‡
- Keystone Building
- Kunkel Building
- Market Street Bridge
- Midtown Harrisburg Historic District
- Mount Pleasant Historic District
- Old Downtown Harrisburg Commercial Historic District
- Old Uptown Harrisburg Historic District
- Pennsylvania Railroad GG1 Streamlined Electric Locomotive #4859
- Pennsylvania State Capitol Complex‡
- Pennsylvania State Lunatic Hospital
- Salem United Church of Christ
- Sheffield Apartments
- Simon Cameron School
- Soldiers and Sailors Memorial Bridge
- Walnut Street Bridge
- William Donaldson House
- William Penn Memorial Museum and State Archives Building
- William R. Griffith House
- William Seel Building